# Найди меня, Лёня!
«Найди меня, Лёня!» — советский художественный фильм, поставленный на киностудии «Ленфильм» в 1971 году режиссёром Николаем Лебедевым по мотивам повести Валентины Осеевой «Динка». Первая экранизация произведения.
Премьера фильма в СССР состоялась 30 октября 1972 года.

## Сюжет
Россия начала XX века. Подросток Лёнька, сбежавший с ходившей по Волге баржи жадного и жестокого купца, знакомится с девочкой Диной, семья которой связана с «политическими» — революционерами, распространяющими среди рабочих прокламации, и становится активным участником этой деятельности. Дружба с Динкой помогает ему не подвести товарищей, избавиться от шпика и найти свой путь в жизни.

## В ролях
- Лариса Баранова — Динка (по повести – Надежда Арсеньева)
- Андрей Трофимов — Лёнька
- Нина Веселовская — Марина Владимировна Арсеньева
- Евгения Ветлова — Катя
- Анатолий Пузырёв — Костя
- Виктор Чекмарёв — Гордей Захарович
- Александр Демьяненко — шпик
- Александр Афанасьев — Митрич
- Школьники:
- Андрей Грецов — Минька
- Витя Елизаров — Трошка
- Ира Венчикова — Алина, старшая сестра Динки
- Анна Алексахина — Мышка, средняя сестра Динки

## Съёмочная группа
- Автор сценария — Борис Вахтин
- Режиссёр-постановщик — Николай Лебедев
- Главный оператор — Семён Иванов
- Главный художник — Алексей Федотов
- Художник по костюмам - Валентина Жук
- Композитор — Владимир Маклаков
- Звукооператор — Анна Волохова

- В фильме прозвучали стихотворения Бальмонта К. Д. «Лебедь»  и Брюсова В. Я. «Каменщик».